# ホアンヤ族

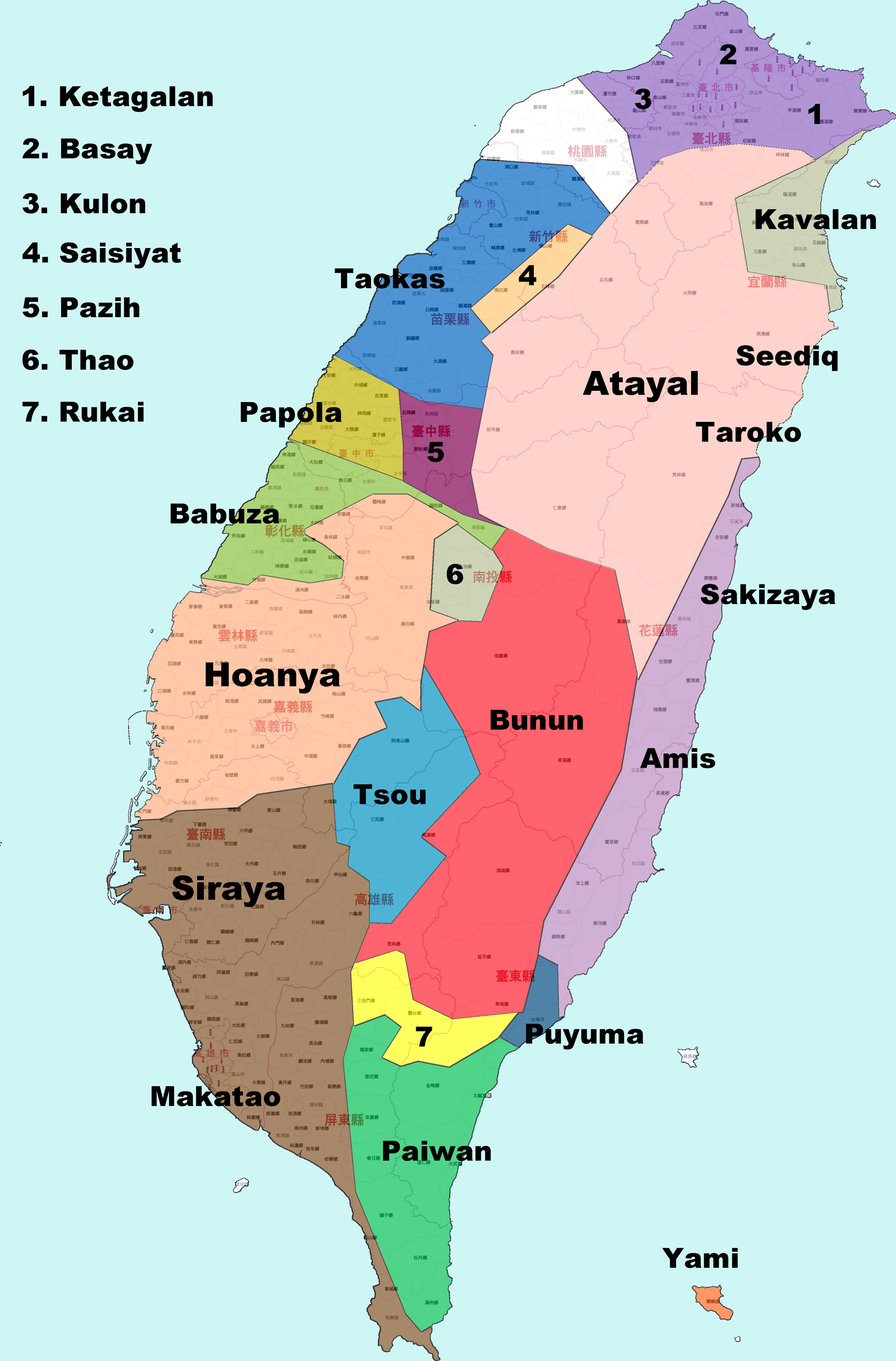
台湾の民族分布。ホアンヤ族は中西部の海岸地帯。

ホアンヤ族は台湾先住民に属する民族である。平埔族に分類される。漢字で洪雅族、和安雅族、洪安雅族と表記される。台湾の台中市、彰化県、南投県、雲林県、嘉義市、嘉義県、台南市に分布している。かつては台湾諸語のホアンヤ語を話していた。1732年まで存在した大肚王国の構成民族。ロッア族（羅亜族）とアリクン族（阿立昆族）はホアンヤ族の支族である。